# La Diseuse de bonne aventure (La Tour)
Pour les articles homonymes, voir La Diseuse de bonne aventure.
La Diseuse de bonne aventure (102 × 123 cm) est une huile sur toile du peintre lorrain Georges de La Tour, actuellement exposée au Metropolitan Museum of Art de New York, et exécutée à une date évaluée entre 1635 et 1638 selon Jacques Thuillier, entre 1632 et 1635 selon Pierre Rosenberg.
Signé en haut à droite du cadre « G. De La Tour Fecit Lunevillæ Lothar : » (« G[eorges] de La Tour [le] fit, à Lunéville, Lorraine »), le tableau reprend le thème caravagesque de la diseuse de bonne aventure, en représentant un jeune homme se faisant prédire l'avenir par une vieille gitane, alors que les trois autres femmes qui l'entourent profitent de son inattention pour le voler.
Ce tableau, réapparu en 1945, a été au centre de deux polémiques, la première en France pour dénoncer son acquisition par un musée américain en 1960, la seconde pour mettre en doute son authenticité, d'abord en 1970, puis au début des années 1980, sans pour autant que cela entache sa réputation de chef-d'œuvre absolu de La Tour — du moins en ce qui concerne ses tableaux diurnes.

## Description
De format horizontal, cette scène de genre présente cinq personnages cadrés à mi-corps.  Quatre femmes, visiblement des gitanes, entourent un jeune homme. Celle la plus à droite, la plus vieille, est en train de lui dire la bonne aventure, et accapare toute son attention tandis que les trois autres sont en train de le détrousser.
La scène, éclairée par une source hors-cadre située en haut à droite, présente une  harmonie générale des couleurs jouant sur une variation des bruns et des rouges exceptionnelle dans l'œuvre de Georges de la Tour.

### Composition
Le tableau présente un cadrage très serré des personnages, très rapprochés, et répartis sur deux plans, selon une inspiration caravagesque déjà présente dans La Rixe des musiciens (94 × 141 cm). Au premier plan se trouvent, de gauche à droite, une gitane, le jeune homme et la diseuse de bonne aventure coupés à mi-cuisse, et au second plan, juste derrière eux, les deux autres gitanes. Le fond est rapidement bouché par un mur ocre brun, plus clair dans l'angle supérieur droit.

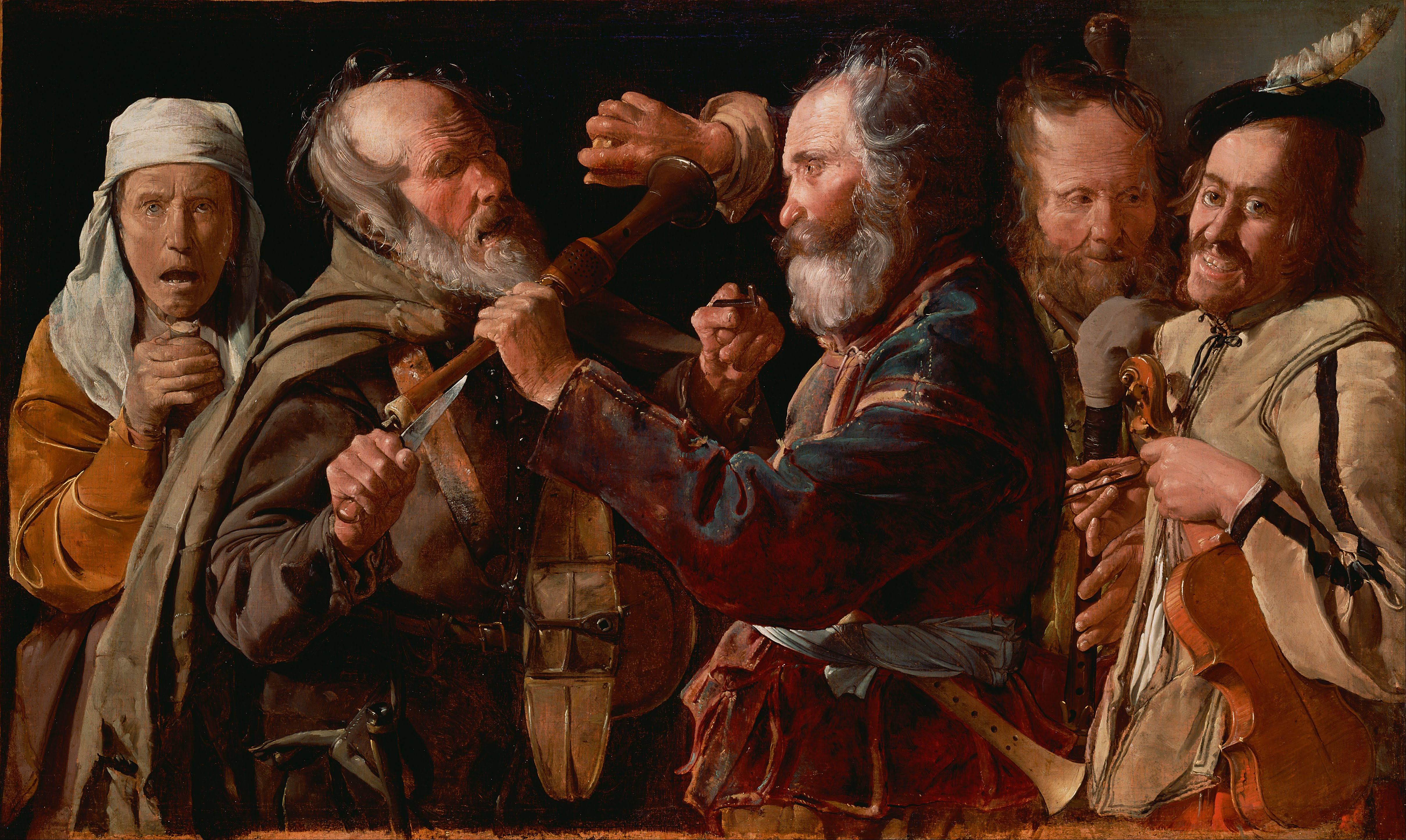
La Rixe des Musiciens, vers 1625-1630,, Los Angeles, J. Paul Getty Museum

Les cinq personnages, dont les visages peuvent s'inscrire dans une ellipse, forment un groupe compact. Dans la toile originelle, le jeune homme devait se trouver plus au centre de la composition, au milieu d'un arc de cercle parfait, car le tableau a subi, à une date ancienne, un double recadrage, par l'ajout d'une mince bande supérieure — le cadre initial rasant la signature —, et par la découpe d'une bande de vingt-cinq à trente centimètres à gauche.

### Les trois voleuses

#### La femme à la gauche de la toile
La jeune femme tout à gauche de la toile, coupée par un recadrage ultérieur, est représentée le corps de profil, et la tête penchée vers le bas. Son visage, légèrement tourné vers l'intérieur, est dans l'ombre du contre-jour. Son teint mat, ses cheveux noir et ses vêtements la désignent comme une gitane.
Elle porte une coiffe ornée de motifs rouge-orangé, vraisemblablement de brocart, à dessus plat et à petites cornes couvrant les oreilles. Ses bijoux se composent d'une boucle d'oreille de cristal en forme de poire et d'un collier de quatre rangs de petites perles blanches. Un lourd manteau de drap composé de deux pièces attachées sur l'épaule droite, à la manière traditionnelle des gitanes, tombe jusqu'en bas de la toile, et est tissé de rouge et d'or. Il est passé par-dessus une chemise de mousseline : la manche droite, qui constitue la plus importante surface blanche de la toile, est brodée de fines lignes végétales rouges et de motifs en étoile au centre desquels se trouve un cabochon de fils dorés. Cette manche bouffante est ajustée au poignet par un liseré doré, et se finit en volant froncé à l'extrémité rouge et or.
Les paupières baissées, la jeune femme s'applique à dérober la bourse qui se trouve dans la poche des hauts-de-chausses du jeune homme : elle a déjà précautionneusement pincé, entre le pouce et l'index de la main droite, le cordon bleu et doré qui dépasse de cette poche, pour l'en retirer.

#### La seconde femme à gauche, nu-tête

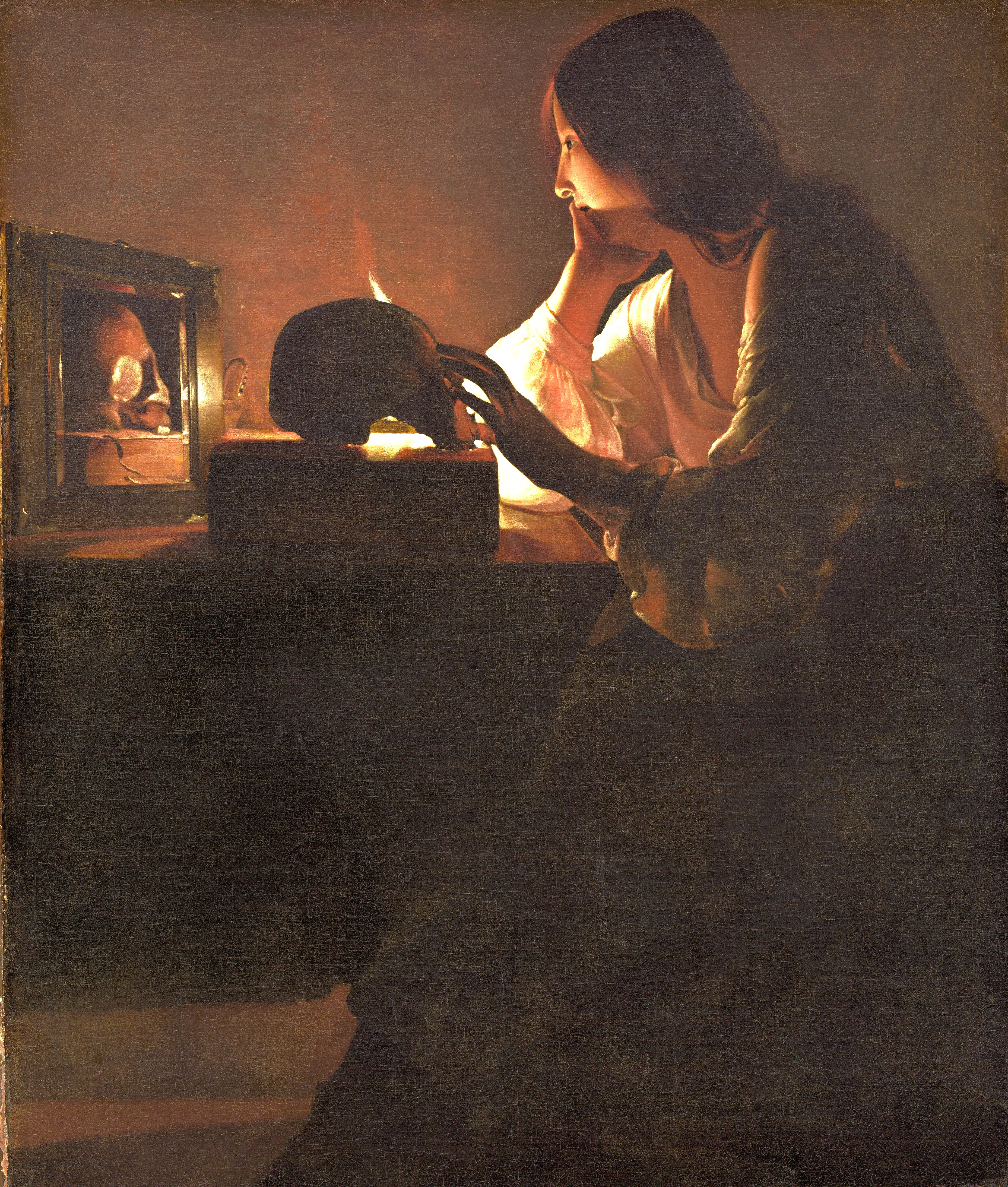
La Madeleine au miroir,, Washington, National Gallery of Art

Derrière elle, un peu plus à droite du cadre, le visage également dans l'ombre, se trouve une seconde jeune femme, au beau profil de gitane, et au buste orienté vers le jeune homme : peut-être s'agit-il de la sœur de la précédente. Elle ne porte pas de coiffe : ses longs cheveux noirs sont rejetés en arrière, alors que deux mèches lui tombant sur les joues cachent ses oreilles et se finissent en une boucle savamment nouée, qui ne semble pas avoir d'égal dans les représentations de gitanes de l'époque. Elle fixe droit devant elle, vraisemblablement l'autre jeune fille à droite du jeune homme, et esquisse un léger sourire de ses lèvres entrouvertes qui révèlent ses dents. Pour François Georges Pariset, ce profil a pu servir de prototype à la série des Madeleine que La Tour exécutera par la suite, dans la mesure où celle-ci était considérée comme la sainte patronne des gitanes.
Elle a la gorge couverte d'un collet ou châle en résille blanche compliquée de boutons d'or et d'une bande vert très sombre et or, que révèle la lumière provenant de l'arrière. Elle porte un manteau de gitane tissé de noir, rouge et jaune, en grande partie caché sur la partie haute par l'autre jeune femme et par la manche du jeune homme, mais que l'on retrouve dans l'ombre, au niveau des mains, et dans la partie basse, avec des hachures fauves et bleu-vert figurant le revers de la trame. Dans l'interstice entre le coude et le buste du jeune homme apparaît également la chemise qu'elle porte sous ce manteau, blanche avec un fin motif floral qui n'est pas sans rappeler celui de la servante au verre de vin dans Le Tricheur à l'as de carreau.
Si sa main gauche est cachée par le jeune homme, l’œil du spectateur est attiré vers sa main droite, pourtant dans l'ombre et dans la partie inférieure de la toile, en raison de la riche et large bande brodée d'or qui en orne le poignet : les doigts à demi repliés, révélés par des  points de lumière déposés à leur bout, elle avance la paume vers sa complice pour récupérer le butin.

#### La jeune femme de face, au fichu noué sous le menton

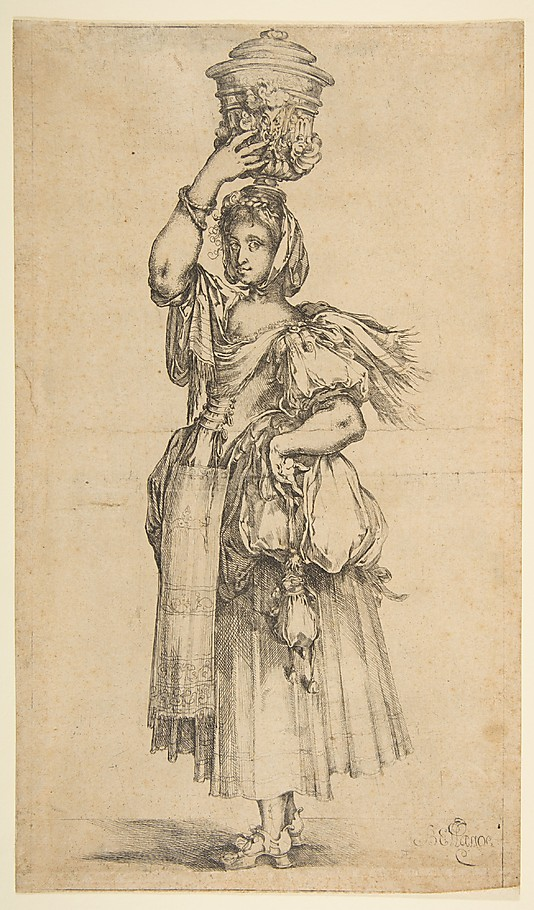
Jacques Bellange, La Jardinière,

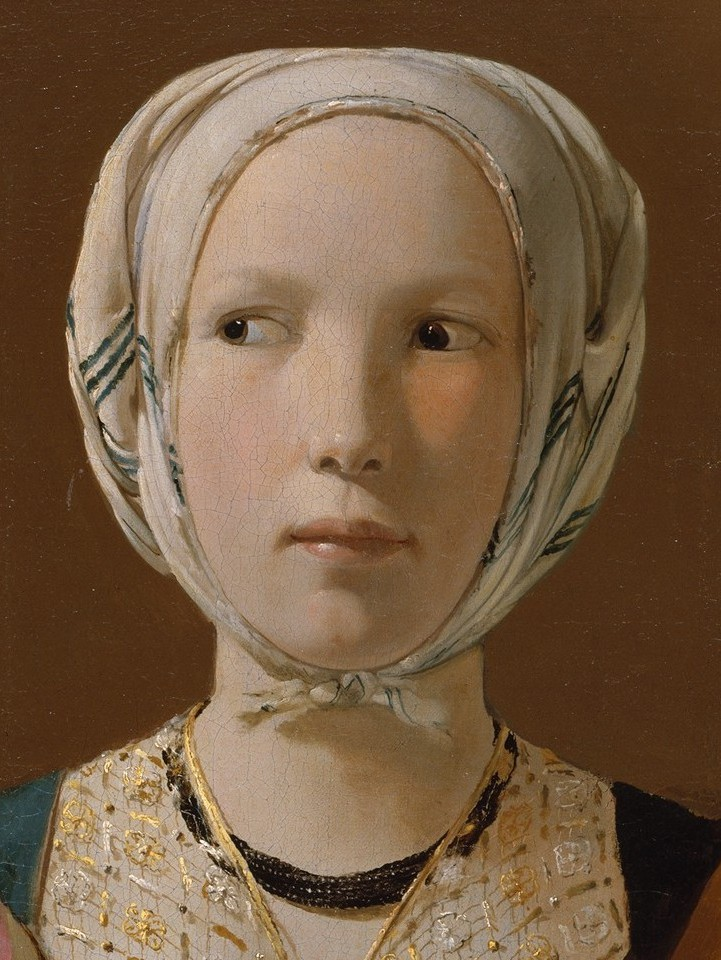
Détail du visage de la jeune femme au fichu

À droite du jeune homme, derrière lui, se trouve une troisième jeune femme, représentée de face, « aussi pâle et mystérieuse que la lune ». L'éclairage sur la partie gauche de son visage révèle en effet un teint laiteux de porcelaine contrastant avec celui, plus mat, des autres gitanes. Elle a les cheveux entièrement recouverts par un fichu blanc à rayures bleues noué en dessous du menton, qui enserre son visage dans un ovale parfait. Une esquisse de sourire ambigu aux lèvres, les yeux en coin — ce qui rappelle une Jardinière gravée par le maniériste lorrain Jacques Bellange —, elle regarde subrepticement vers la gauche de la toile, pour surveiller les réactions du jeune homme, ou pour répondre au regard complice de l'autre jeune fille du second plan.
Elle a, autour du cou comme aux deux poignets, des bijoux composés de rangées de petites perles de jais, comme ceux de La Femme à la puce du musée de Nancy. Son élégant et riche corsage de résille, ou tulle d'or et d'argent brodée en losanges encadrant des motifs floraux, laisse plus transparaître la nudité de sa peau qu'elle ne la cache. Sur un corselet bleu-vert sombre, se terminant par des manches bouffantes de satin blanc agrémentées de broderies bleues et rouge orangé, elle porte, elle aussi, un manteau de gitane attaché à l'épaule, marron, avec les traditionnelles rayures, ici jaunes.
L'apparente confiance que son physique de paysanne naïve pourrait de prime abord inspirer ne doit pas abuser le spectateur : car de la main gauche, dans la partie inférieure de la composition, elle soulève délicatement la chaîne du jeune homme, alors que de la main droite, elle sectionne celle-ci pour en voler la médaille d'or qui la termine.

### Le jeune homme et la diseuse de bonne aventure

#### La diseuse de bonne aventure

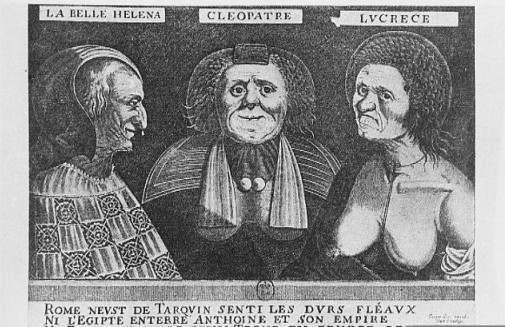
Jaspar Isaac, Les Trois Belles

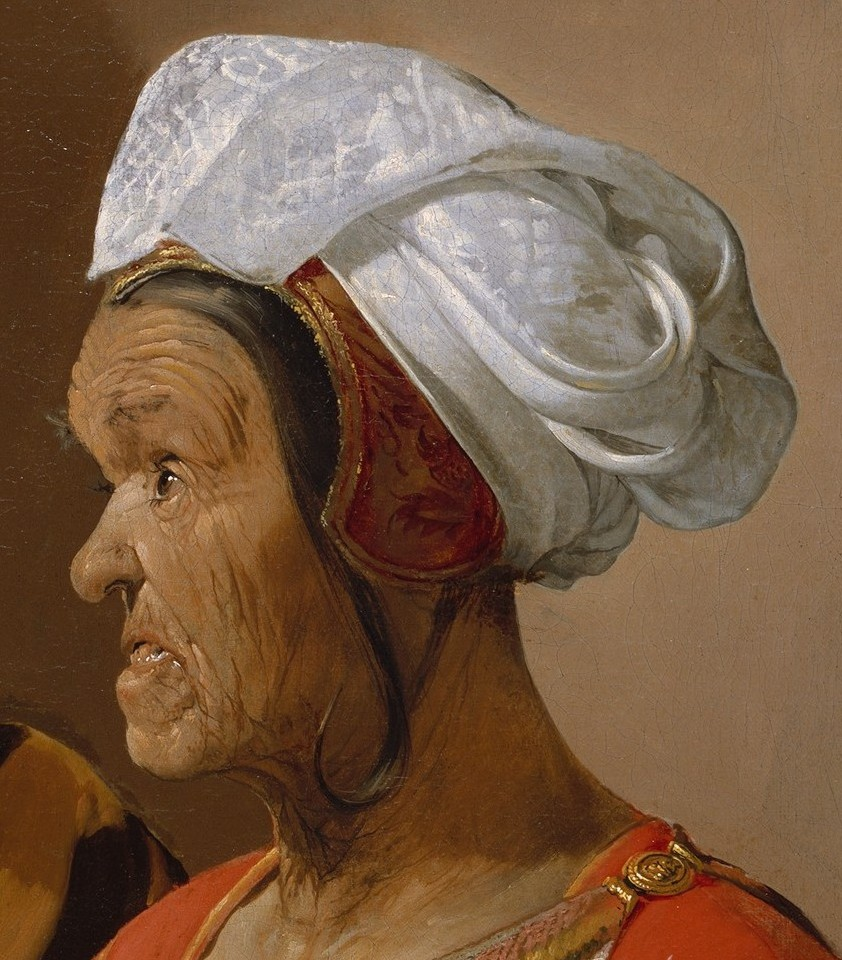
Détail du visage de la vieille femme

Au bord droit de la toile se trouve la diseuse de bonne aventure. Le visage de profil, le buste légèrement tourné vers sa gauche, elle tend les avant-bras vers le jeune homme, et lui présente de la main droite une pièce d'argent, en le fixant du regard.
Son visage accumule les marques sordides de la vieillesse, semblable en cela à la Lucrèce d'une gravure de Jaspar Isaac : son cou semble trop long, ses rides sont profondément marquées, son nez est crochu, ses yeux sont enfoncés — si l'œil droit n'est pas visible, les broussailles du sourcil sont cependant figurées —, la mâchoire inférieure est avancée, et laisse voir une mauvaise dentition, alors que l'on suppose celle supérieure édentée.

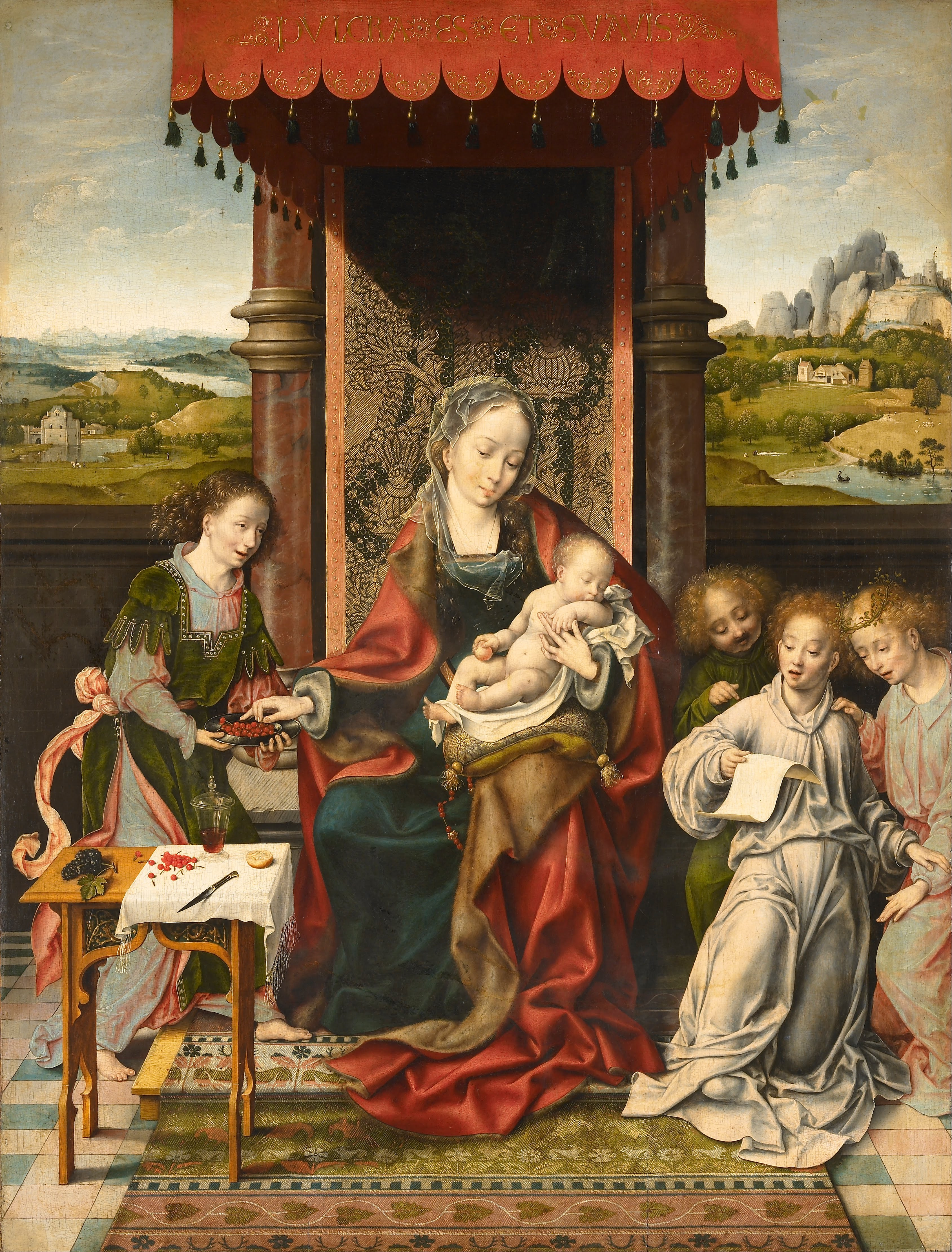
Joos van Cleve, La Vierge à l'enfant, vers 1525,, Liverpool, Walker Art Gallery

Son élégante coiffe de satin blanc est montée sur une base rouge sombre et or comportant une patte qui lui couvre l'oreille. Une mèche de cheveux lissée sur le côté du visage remonte en boucle. Elle porte une robe d'un rouge très vif rehaussé de fines coutures dorées. Au côté gauche, sous la taille, est cousu un étui noir. Sous la manche de sa robe on aperçoit, au niveau de l'emmanchure, une chemise blanche. Par-dessus cette robe est passé un manteau de drap attaché sur l'épaule par un médaillon d'or. Celui-ci, composé sur le devant de deux pans distincts et cousus, alterne des bandes blanches, rouges et vert sombre où sont tissés des animaux et végétaux : fleurs, oiseaux, lapins, etc. La Tour a également représenté le revers de ce drap, par des losanges visibles dans le dos de la bohémienne. Pour l'historienne des costumes Diana de Marly, les motifs de ce manteau ont été copiés à partir du tapis présent dans deux œuvres de Joos van Cleve : le triptyque de La Mort de la Vierge de l'Alte Pinakothek de Munich et La Vierge à l'enfant entourée d'anges actuellement conservée à la Walker Art Gallery de Liverpool. Mais selon Donald King, conservateur au département des textiles du Victoria and Albert Museum, il est peu vraisemblable que Georges de La Tour se soit inspiré d'un tableau, et ce dernier a plus vraisemblablement eu accès au textile, dont il existe des versions très proches encore conservées dans des musées de Cologne et Berlin.

#### Le jeune homme berné
Le jeune homme placé au centre de la scène est légèrement tourné vers la vieille gitane : la main droite placée sur la hanche, il tend lui l'autre, représentée en raccourci, et qui semble  s'avancer vers le devant de la toile, afin de recevoir dans la paume la pièce d'argent qu'elle lui présente. Ses doigts repliés révèlent la crasse de ses ongles endeuillés. En attente de la bonne aventure, les yeux en coin rivés sur la vieille femme, il ne se rend pas compte du double vol dont il est la victime.
Une petite toque noire lui couvre le haut de la tête, d'où débordent des cheveux bruns, mi-longs et bouclés, qui lui cachent les oreilles. Les traits de son visage sont un peu mous : ses lèvres charnues et légèrement pincées, l'absence de joues, le menton à peine marqué rappellent le jeune homme dupé dans Le Tricheur à l'as de carreau.
Son vêtement traduit l'aisance d'un fils de bonne famille. Son cou est entièrement couvert par un grand col blanc en pointe, orné d'une large bande lie de vin à motifs en losanges se terminant par des liserés de fils dorés — semblable à celui du col du tricheur à l'as de carreau dans la toile du même nom —, et serré par un cordon tressé terminé par des glands. La peau de buffle de son justaucorps chamois — comme en portaient les cavaliers de l'époque — présente une couture au milieu du buste ; elle est découpée aux emmanchures, et sous les hanches en arc de cercle. Ses manches de satin rose comportent une bande ocre qui fait le tour des poignets. Sa taille est marquée très haut par une large ceinture de satin rouge, attachée au milieu du ventre en un grand nœud dont les deux extrémités se terminent en boules à chevrons d'or. Des hauts-de-chausses vermillon complètent cette variation de rouges et de rose. Sur son épaule droite est passée une grande chaîne à maillons d'or reliant de minces rectangles d'émail blanc sur lesquels peuvent se lire, en alternance, les inscriptions « FIDES » et « AMOR », et au bout de laquelle se trouve une médaille d'or, celle-là même qu'on est en train de lui subtiliser.

## Interprétation

### Une démonstration de virtuosité
La séduction immédiate du tableau tient à la fois à l'harmonie des couleurs et à la virtuosité de l'exécution.
Nul autre tableau de Georges de La Tour — du moins parmi ceux qui sont actuellement parvenus jusqu'à nous — ne présente un tel accord des rouges — où dominent le nœud de la ceinture et les hauts-de-chausses du jeune homme, ainsi que les manches de la diseuse de bonne aventure — et des bruns — du mur du fond comme du justaucorps de buffle. Mais le talent du coloriste s'exprime également par la savante répartition des taches blanches (de la manche de la gitane de gauche à la coiffe de la vieille), et noires (des cheveux des deux gitanes de gauche, de la toque du jeune homme, des bijoux de jais de la troisième jeune femme, etc.), qui rehaussent les autres couleurs et confèrent à l'ensemble toute sa préciosité.
D'autre part, La Tour fait ici éclater tout son savoir-faire pictural dans la variation des volumes, des matières et des motifs. S'écartant d'un compte-rendu minutieux de la réalité et des costumes de son époque, il invente une scène qui lui sert de prétexte à la démonstration de son talent, et qui échappe à toute tentative de description exhaustive. Aussi ne répète-t-il jamais deux fois les mêmes coiffures, les mêmes coiffes, les mêmes motifs textiles. Il passe du buffle du justaucorps du jeune homme au satin de ses manches, des broderies d'or de la manche de la gitane de gauche à la résille du châle de sa complice, du morceau de bravoure que constituent les plis et les tissages de la coiffe blanche de la diseuse de bonne aventure à celui des points de laine de son manteau.
Au-delà de la somptuosité de l'exécution, Jacques Thuillier note qu'une tension s'opère, entre d'un côté le souci du détail calligraphique mené du bout du pinceau — pour la résille, les diverses broderies… — et de l'autre, une attirance pour la simplification des formes — pour l'ovale du visage de la jeune femme au fichu, le justaucorps du jeune homme, la manche de la vieille… —, qui annonce déjà le dépouillement caractéristique de la seconde partie de la production du peintre — sa période « nocturne ».

### Une scène de divination, et de vol

#### La pratique divinatoire

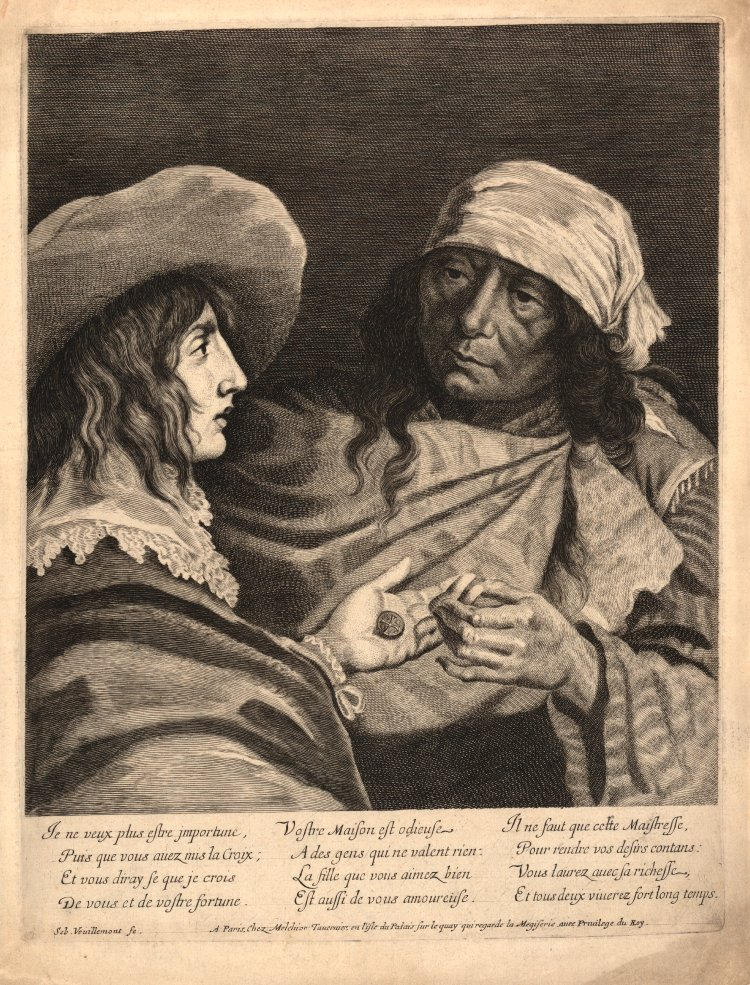
Sébastien Vouillemont, Gitane disant la bonne aventure à un jeune homme,

La vieille gitane, qui fixe le visage du jeune homme, et non les lignes de sa main, se s'adonne pas à la chiromancie, qui relevait à l'époque de La Tour d'un occultisme savant, mais à une pratique divinatoire plus populaire, effectuée à partir d'une pièce que la diseuse de bonne aventure plaçait au creux de la paume de son client — et qu'elle conservait ensuite comme rémunération.

Ceci est confirmé par une gravure contemporaine de Sébastien Vouillemont, ou encore par la réflexion de Préciosa, le personnage principal de la nouvelle de Cervantès intitulée La Petite Gitane, publiée en 1613 : 

« Toutes les croix, dit-elle, en tant que croix sont bonnes ; mais celles d'argent ou d'or sont meilleures. Il faut que vos grâces sachent que de faire la croix dans la paume de la main avec de la monnaie de cuivre, cela gâte la bonne aventure, la mienne au moins [...]. Je suis comme les sacristains ; quand l'offrande est bonne, je me frotte les mains. »

#### Le vol: des jeux de regards aux jeux de mains

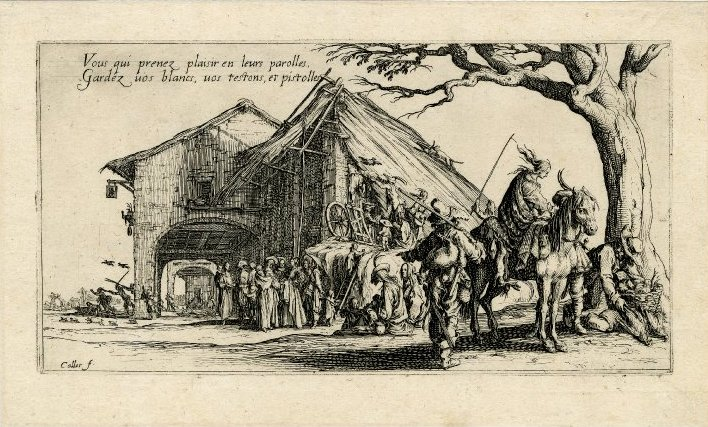
Jacques Callot, Les Bohémiens, vers 1621-1631,

Mais le véritable intérêt du sujet réside dans son ambivalence, la scène de divination se doublant d'une scène de vol.

Le thème n'est guère original, et Georges de La Tour reprend à son compte une tradition qui assimile les nomades que sont les gitans à des voleurs. Il a même pu en rencontrer en Lorraine, tout comme Jacques Callot qui leur consacre une série de gravures, dont l'une comporte le message de prévention suivant : 
« Vous qui prenez plaisir en leurs parolles,

Gardez vos blancs, vos testons, et pistolles.»

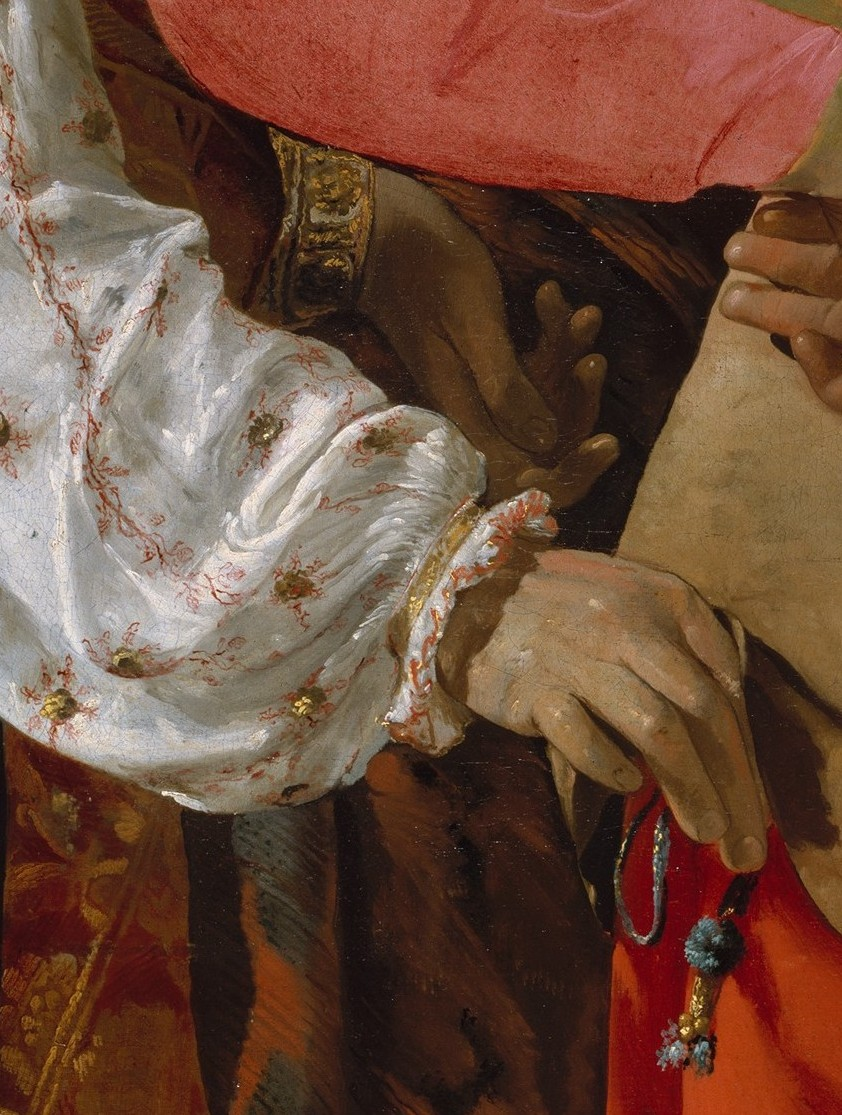
Détail des mains des deux jeunes femmes de gauche

Comme dans ses autres grandes toiles diurnes, le peintre joue à la fois sur la ligne des regards, et celle des mains. Si l'attention du jeune homme est captée par la vieille, et ses mains en attente, l'une sur la hanche, l'autre qui s'apprête à recevoir la pièce, les yeux des trois jeunes femmes évoquent tout autre chose. Les deux femmes du fond établissent par le regard une connivence, les yeux en coin de la jeune fille de droite contredisant la raideur de sa posture de face. Ceci est confirmé par les mains, dans la partie inférieure de la toile. La manche blanche de la gitane de gauche conduit le spectateur à remarquer le geste précautionneux de celle-ci, qui retire la bourse de la poche du jeune homme. De même, la main de sa complice qui s'avance dans l'ombre est mise en valeur par les broderies d'or du poignet, et les minuscules taches de lumière figurées sur le bout des doigts. À cela répondent, de l'autre côté du jeune homme, et sur la même horizontale, les mains de la troisième jeune femme qui s'avancent dans l'ombre pour  dérober la médaille d'or.

#### Portée morale
Le tableau prend ainsi une portée morale. Depuis Raymond Picard, on a pu y lire, tout comme dans Le Tricheur à l'as, une réactualisation de la parabole du Fils prodigue : un jeune homme de bonne famille, tenté par les séductions du monde, se voit finalement dépouillé de ses biens.
Sans forcément avoir besoin convoquer la référence biblique, il paraît évident que La Tour insiste sur la naïveté d'un jeune homme portant un peu trop beau devant les charmes de trois jeunes femmes bien trop séduisantes, et trop rouées pour lui — ce que souligne leurs légers sourires. Car s'il s'attache par le regard à la vieille, la plus horrible des quatre, sa position au centre du cercle resserré des quatre femmes — qui a par ailleurs pu faire penser à inspiration provenant de pièces de théâtre qu'on jouait alors — le désigne bel et bien comme la dupe idéale.

### Antécédents et rapprochements

#### Le Caravage et les caravagistes

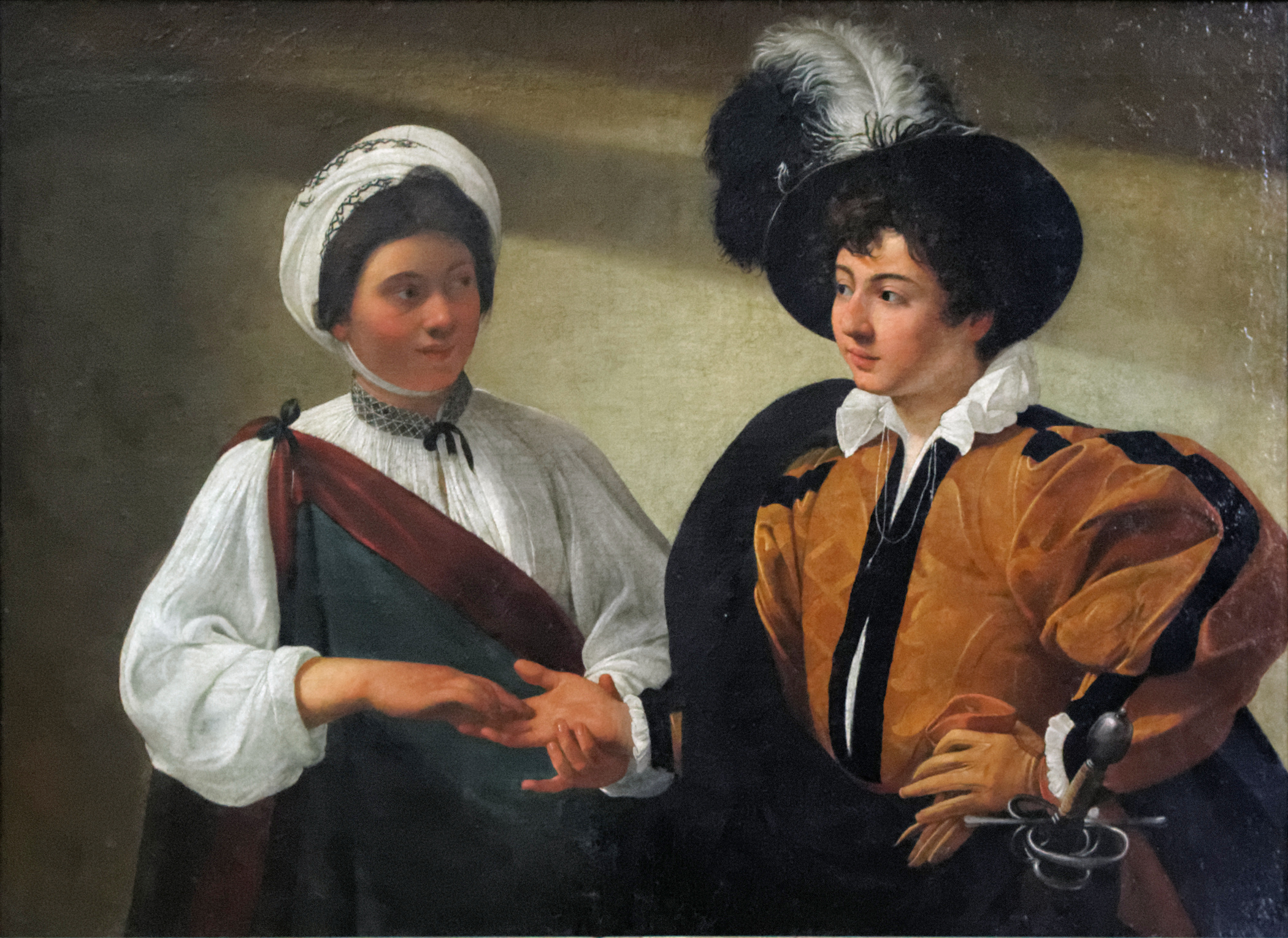
Le Caravage, La Diseuse de bonne aventure, vers 1594,, Paris, musée du Louvre

Le thème de la diseuse de bonne aventure a été initié par Le Caravage, sur une toile datée vers 1594 et conservée au musée du Louvre. Dès cette représentation, la bonne aventure est associée à la séduction et au vol, puisque l'échange des regards suggère un début d'échange amoureux, et que l'index de la gitane qui effleure la paume de la main du jeune homme sert surtout à faire diversion, ses autres doigts retirant discrètement la bague de l'annulaire de celui-ci.
Le sujet a donné lieu à de multiples variations de la part des caravagistes. Chez Nicolas Régnier par exemple, la cliente est victime d'un vol. Mais chez Le Valentin ou Simon Vouet (où la gitane tient une piécette d'argent entre les doigts), c'est la diseuse de bonne aventure elle-même qui se fait détrousser. Et Bartolomeo Manfredi pousse la scène à son comble en faisant de la gitane comme du jeune homme à qui elle prédit l'avenir les victimes de deux autres voleurs.
Georges de La Tour a pu connaître ces compositions, si ce n'est directement à Rome, du moins par l'intermédiaire de reproductions diffusées par gravures qui ont dû parvenir jusqu'en Lorraine.

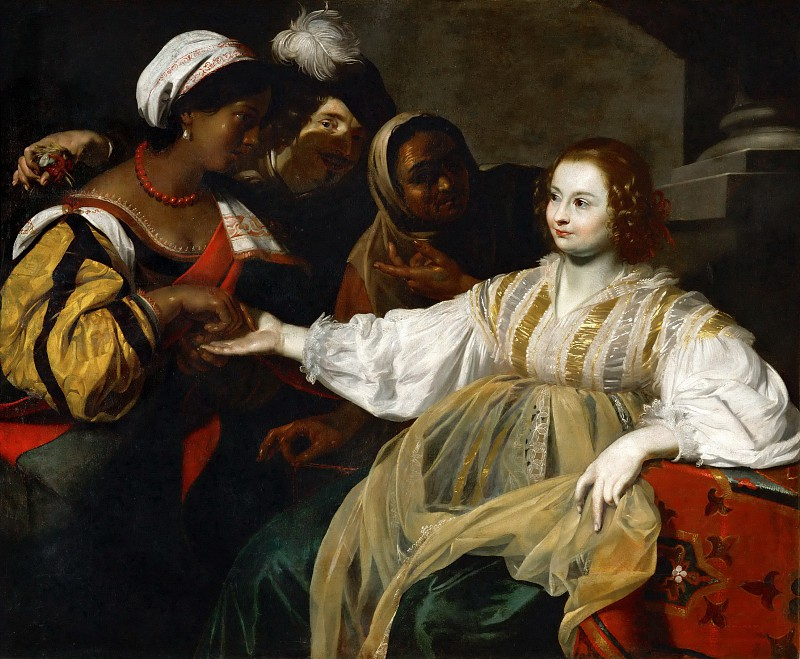
Nicolas Régnier, vers 1626, 127 × 150 cm, musée du Louvre
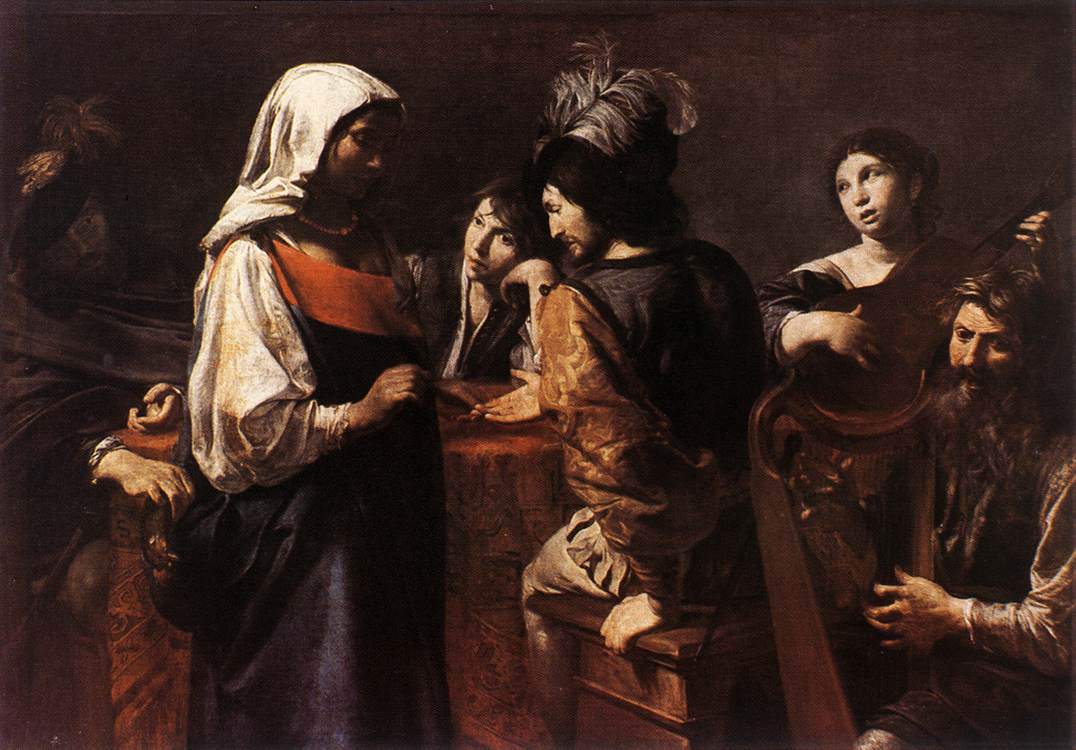
Le Valentin, La Diseuse de bonne aventure, vers 1628, 125 × 175 cm, musée du Louvre
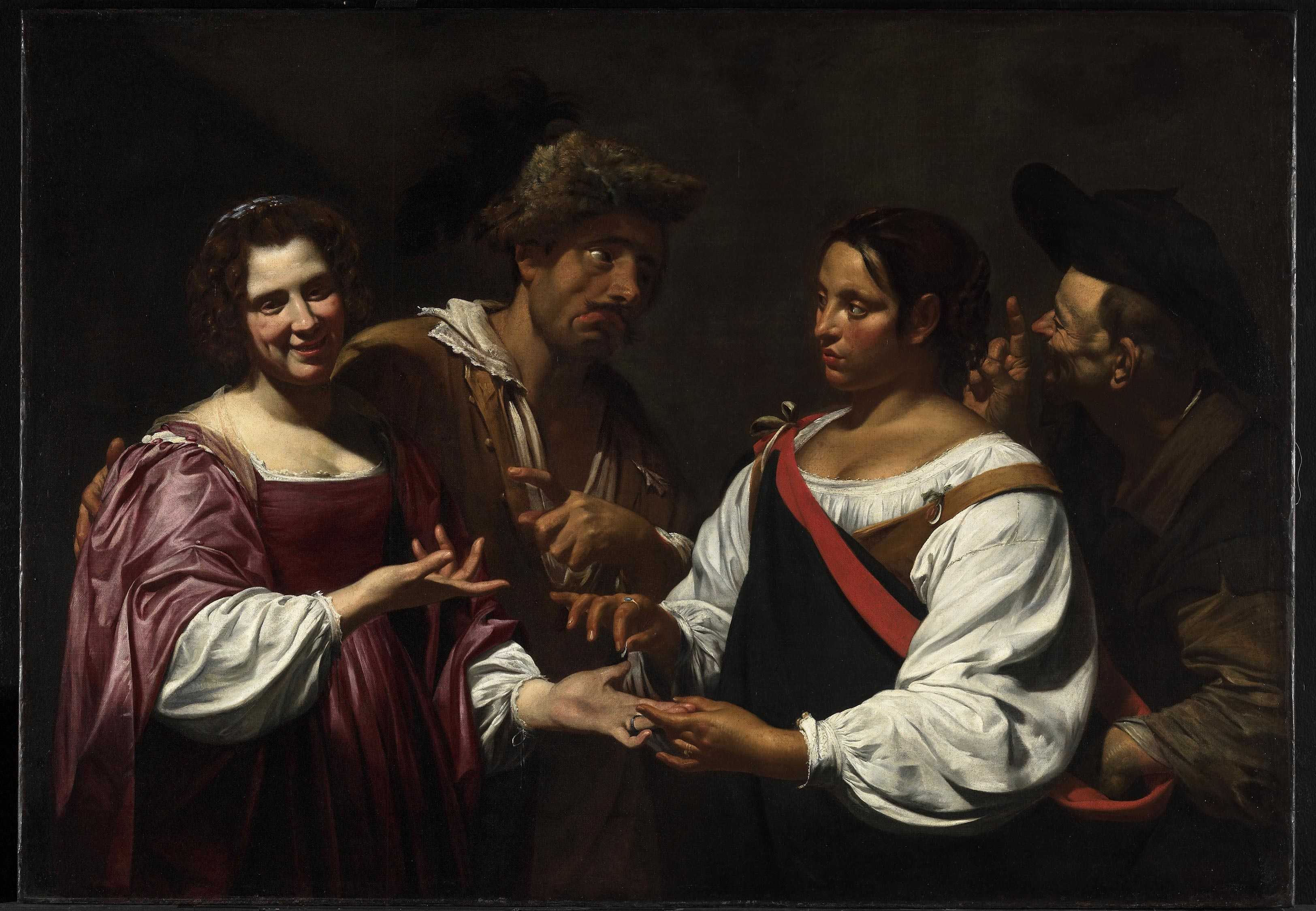
Simon Vouet, vers 1618, 120 × 170 cm, Ottawa, musée des beaux-arts du Canada
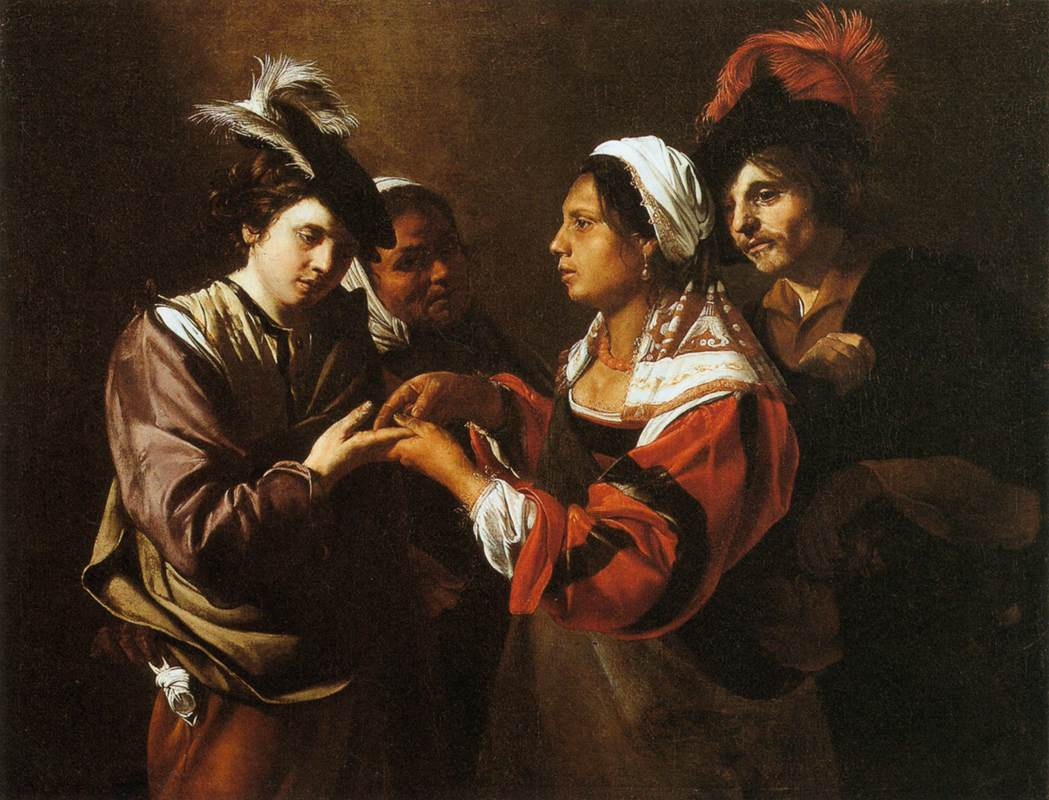
Bartolomeo Manfredi, vers 1616-1617, 122,2 × 154 cm, Detroit Institute of Arts
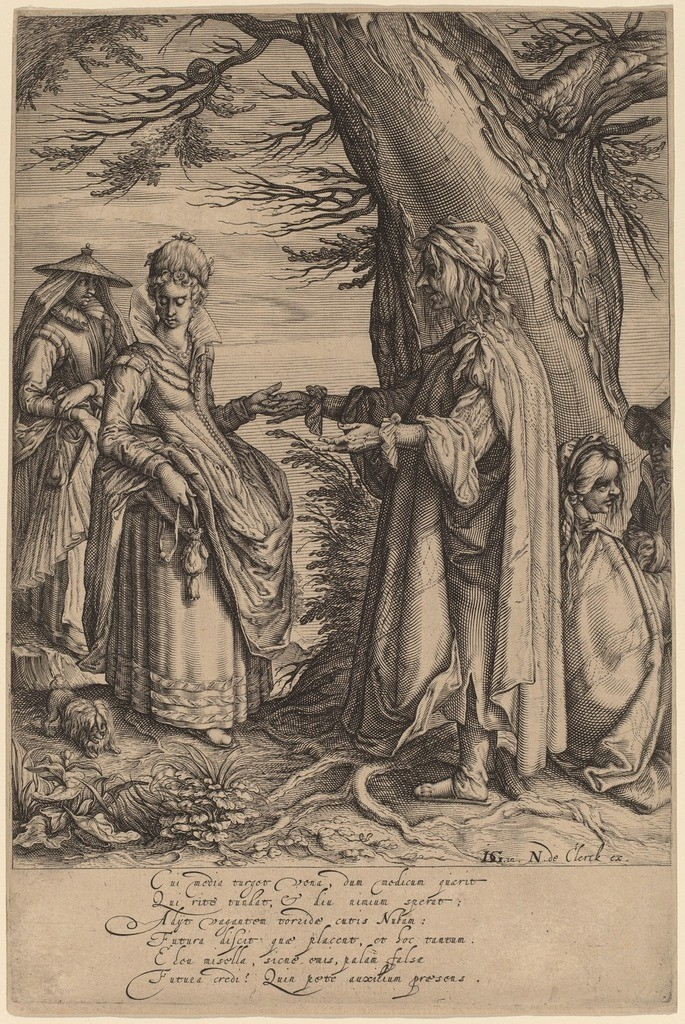
Jacques de Gheyn II (d'après), vers 1608, 31,3 × 20,8 cm, Washington, National Gallery of Art

Fritz Grossmann quant à lui préfère y reconnaître l'influence du Hollandais Jacques de Gheyn II, dont la gravure sur le même thème présente des similitudes, notamment pour le profil anguleux, la position des mains ou la coiffe de la vieille gitane.

#### Pendants et série

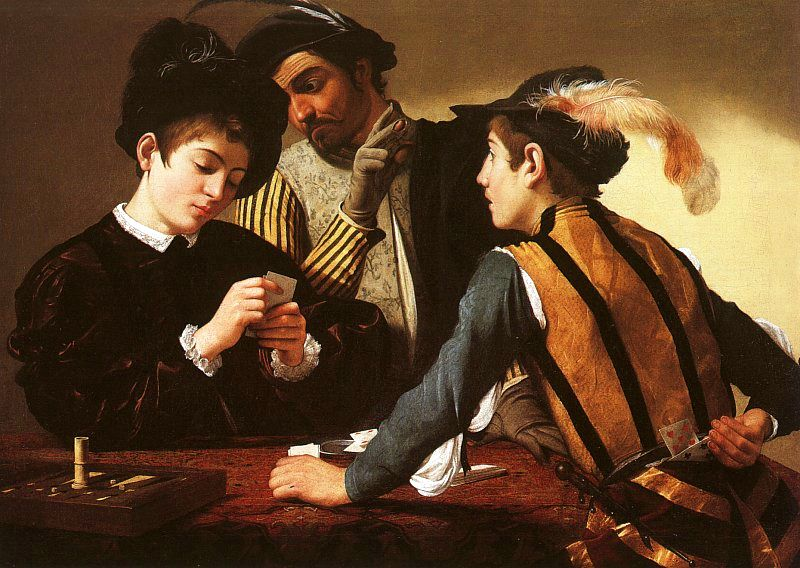
Le Caravage : Les Tricheurs, vers 1594,, Fort Worth, musée d'art Kimbell

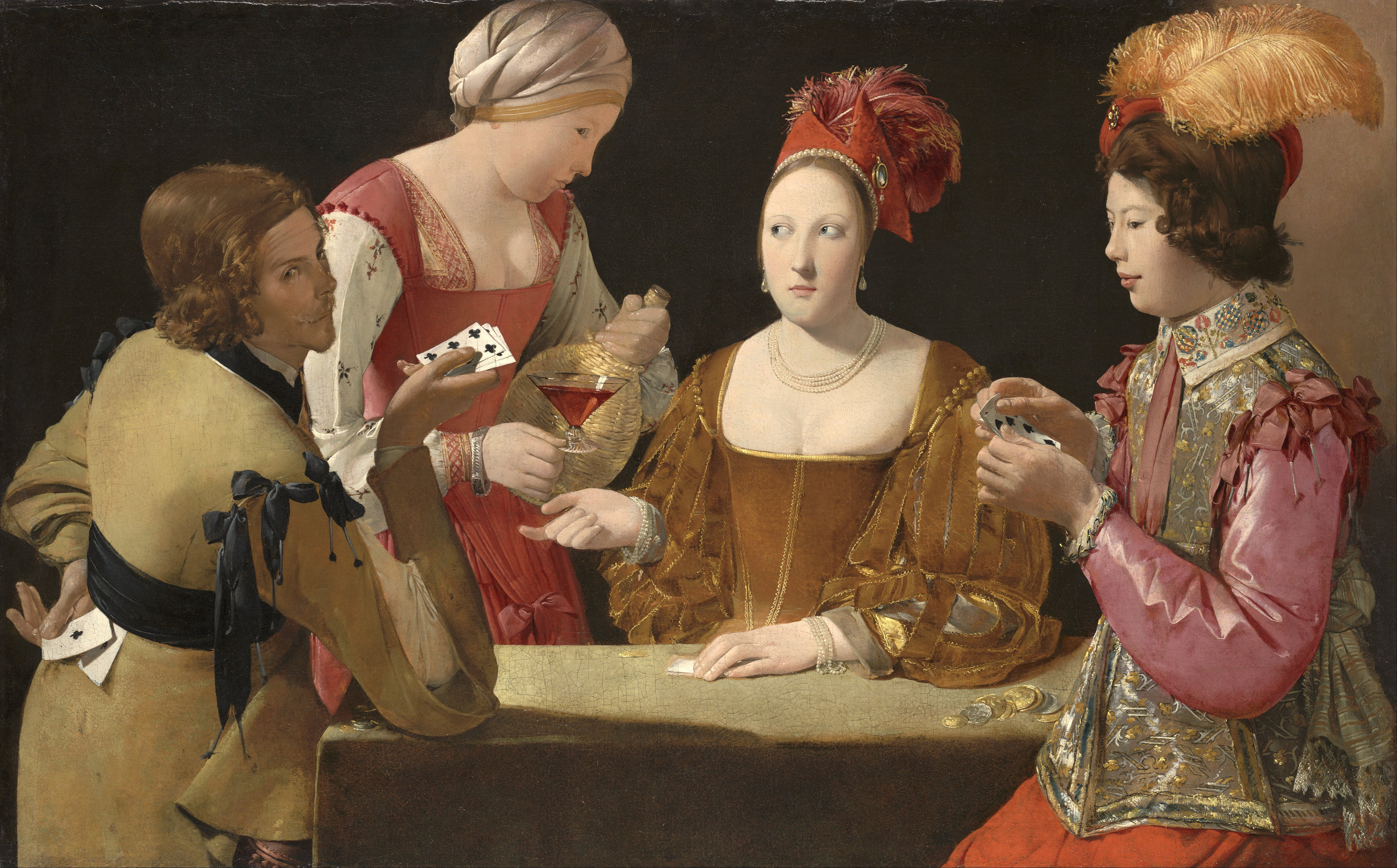
Georges de La Tour : Le Tricheur à l'as de trèfle, vers 1632,, musée d'art Kimbell

De même qu'on a rapproché La Diseuse de bonne aventure du Caravage de ses Tricheurs (94,3 × 131,1 cm, musée d'art Kimbell), le tableau de La Tour est parfois tenu, et ce depuis sa première mention par Vitale Bloch en 1950 comme le pendant d'un de ses Tricheurs à l'as, que les toiles aient été conçues, ou accrochées par la suite comme tels.
Les arguments en faveur de cette hypothèse sont assez convaincants : les thématiques sont très proches — un jeune homme abusé par des gens plus rompus que lui aux usages du monde —, l'échelle des personnages, de même que les formats (97,8 × 156,2 cm pour la toile du musée d'art Kimbell de Fort Worth), ou encore les compositions des toiles, s'inscrivant à l'intérieur d'arcs de cercle, sont tout à fait comparables.
Si pendant de La Diseuse de bonne aventure il y a, les critiques hésitent néanmoins entre Le Tricheur à l'as de trèfle du musée d'art Kimbell et celui à l'as de carreau du musée du Louvre. La première toile est en effet le plus souvent jugée antérieure à la seconde, et sa date de réalisation jugée proche de celle de La Diseuse de bonne aventure en raison notamment de la proximité des coloris, rouges, roses et bruns, employés sur les deux toiles. Mais Pierre Rosenberg argue du fait que la toile de Fort Worth n'est pas signée pour lui préférer celle du Louvre, qui l'est — à moins qu'il ne s'agisse d'autres versions encore, perdues, si, comme le suppose Jacques Thuillier, les trois tableaux appartiennent bien à deux séries, aujourd'hui disparues.

## Historique et controverses

### Signification de la signature, datation et destination
L'élégante et très visible signature calligraphiée, rédigée en latin, qui se détache sur le mur du fond : « G. De La Tour Fecit Lunevillæ Lothar : », a été diversement interprétée.

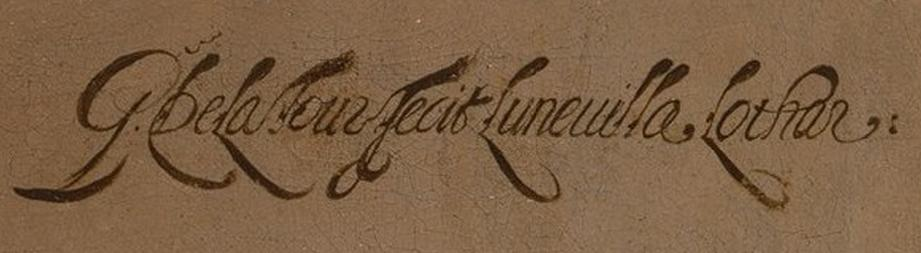
Détail de la signature

Pour François-Georges Pariset, elle semble indiquer que le tableau a été peint alors que la Lorraine était encore indépendante, soit avant 1633, date à laquelle le duché passe sous l'allégeance du royaume de France. Benedict Nicolson le rejoint en cela et penche pour une œuvre précoce dans la carrière de La Tour, vers 1620-1621 — alors que l'installation de La Tour à Lunéville est attestée en juillet 1620.
Cette proposition n'est généralement plus retenue, et l'opinion récente évoque une datation plus tardive. Le cartel du tableau sur le site du Metropolitan Museum of Art reste prudent avec la mention : « probablement dans les années 1630 ». 
Jacques Thuillier affine l'hypothèse et propose 1635-1638, en considérant l'œuvre comme un des sommets de la production diurne du peintre, antérieure toutefois au Tricheur à l'as de carreau. Pierre Rosenberg quant à lui penche pour une date située entre 1632 et 1635.
L'indication de lieu, « à Lunéville en Lorraine », a pu laisser croire à une exécution hors de Lorraine, à un moment où La Tour était établi à Paris : mais dans ce cas, la mention de sa ville de naissance, Vic, et non celle de sa ville d'exercice, eût été plus vraisemblable. Elle semblerait donc plutôt indiquer que le tableau a bien été réalisé à Lunéville, mais pour une clientèle située hors du duché. Et la visibilité de la signature pourrait aussi renvoyer au souci du peintre d'authentifier ses œuvres vendues en dehors de sa présence, et prendre des allures « publicitaires », pour un tableau à n'en pas douter tenu comme un chef-d'œuvre.
Son premier acheteur a peut-être été Jean-Baptiste de Bretagne, un important collectionneur parisien de la première moitié du XVIIe siècle, dont la présence à Nancy est également attestée en décembre 1639. Dans l'inventaire après décès de ce dernier daté du 25 octobre 1650 est en effet mentionné, au no 14, un : « grand tableau peint sur thoille avecq la platte bande dorée representant des diseuses de bonnaventure, original de La Tour ». On serait tenté de reconnaître, à travers cette description, le tableau de New York, à moins qu'il ne s'agisse d'une autre version d'une hypothétique série.

### La redécouverte
Le tableau sombre, avec Georges de La Tour, dans un oubli de plus de quatre siècles, jusqu'à ce qu'il soit identifié par Jacques Célier, dont la famille le possédait depuis plusieurs générations. Ce dernier avait notamment pu le voir chez son grand-père, dans le château de la Denisière (à Chaufour-Notre-Dame dans la Sarthe), où il avait profondément marqué l'enfant qu'il était alors : « Le profil grimaçant de la vieille bohémienne me faisait terriblement peur, la face lunaire de sa jeune complice ajoutait à mon inquiétude, et l'action même des voleuses me scandalisait affreusement ». Prisonnier de guerre en Westphalie, il en reconnaît l'auteur en 1943 grâce à une reproduction du Tricheur Landry dans la monographie de Paul Jamot consacrée à La Tour, distribuée dans les camps allemands à l'initiative de Mgr Rhodain. En mai 1945, la toile est formellement identifiée au château de la Vagotière à Degré, où son propriétaire, le général Jacques de Gastines — le frère du grand-père de Jacques Célier — l'avait placée, après l'avoir récupérée lors de sa retraite en 1921.
À la mort du général de Gastines en 1948, le tableau est signalé par ses héritiers aux musées nationaux : des négociations, menées par René Huyghe, conservateur en chef du département des Peintures du Louvre, et David David-Weill, président des Musées nationaux, s'engagent en 1949 pour son acquisition par le musée du Louvre. Les tractations avortent cependant à la suite de la surenchère du marchand d'art Georges Wildenstein, qui enlève la toile pour 7,5 millions de francs (anciens) — soit une somme tout à fait raisonnable pour un tableau de cette importance. Pendant une décennie, il demeure la possession du marchand, tout en étant frappé d'interdiction d'exportation. Vitale Bloch en mentionne bien l'existence, discrètement, dans sa monographie de 1950, mais le tableau, jamais reproduit, reste confidentiel, et ignoré du grand public.

#### Le scandale de sa vente à l'étranger
C'est donc la stupeur en France quand la toile est présentée, le 8 juin 1960, au Metropolitan Museum of Art. Georges Wildenstein, après l'avoir proposée à la National Gallery of Art de Washington, avait en effet fini par la vendre en mars 1960, grâce au mécénat du Rogers Funds, au musée new-yorkais contre une « somme très élevée », évaluée entre 675 000 et 800 000 $, ce qui en fait l'une des œuvres les plus chères de son époque.
La question de savoir comment un tel chef-d’œuvre ait pu quitter le territoire national devient l'objet d'une vive polémique dans la presse française, avant de s'étendre au milieu politique. André Malraux, alors ministre des Affaires culturelles, est sommé d'expliquer à l'Assemblée nationale pourquoi le tableau n'avait pas été acquis par le musée du Louvre. Il a plus tard été révélé que la licence d'exportation avait été signée par le conservateur en chef du département des peintures et des dessins du Louvre Germain Bazin, ce qui, selon le critique et journaliste Georges Charensol, lui coûtera sa place, puisqu'il est remplacé à son poste par Michel Laclotte en 1966. Selon Christopher Wright, cette autorisation de vente par Germain Bazin doit plutôt être interprétée comme la marque de doutes suffisants sur l'authenticité de l’œuvre pour ne pas l'admettre au Louvre.

#### Les soupçons de faux et ses démentis
Dès 1970, l'historienne des costumes Diana de Marly émet des doutes sur l'authenticité de la toile, en s'appuyant essentiellement sur l'incohérence du traitement des vêtements, pour un peintre qu'elle considère comme ayant l'habitude de les représenter avec une exactitude documentaire. Elle met notamment en cause le manteau de drap de la vieille gitane, dont elle identifie le motif comme provenant d'une copie d'un tapis présent sur des tableaux de Joos van Cleve, dont la distorsion perspective aurait été servilement reprise, avec de surcroît une découpe invraisemblable, et un revers improbable. Une réponse est néanmoins rapidement apportée par Donald King, qui se désolidarise de ses conclusions, et affirme que plusieurs modèles de tapis similaires existent en effet, et ont pu être copiés par La Tour directement sur le motif.
La polémique est ravivée et amplifiée en 1980 à l'occasion d'un double article de Diana de Marly et de l'historien d'art anglais Christopher Wright — auteur, avec Benedict Nicolson, d'une monographie consacrée à Georges de La Tour en 1974 —, publié dans la revue Connoisseur. Ce dernier rejette formellement l'attribution du tableau, en avançant une série d'arguments qu'il développera par la suite dans The Art of Forger (L'Art du faussaire) paru en 1984.

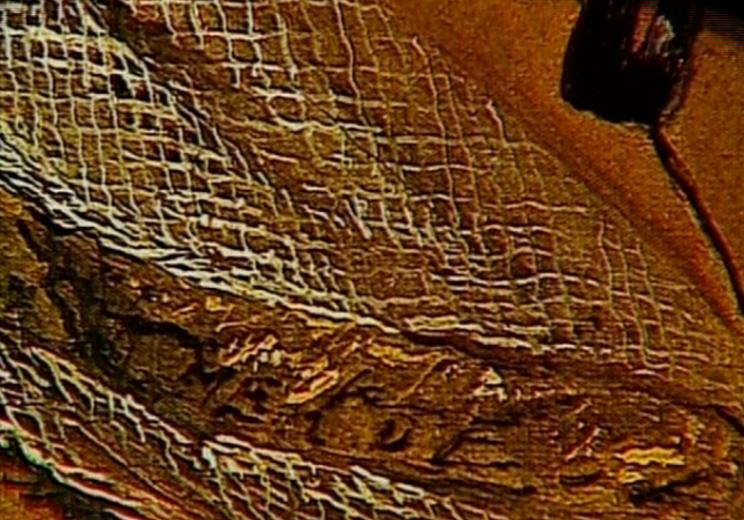
Détail du châle de la gitane, avant sa restauration de 1981, sur lequel se lit le mot MERDE

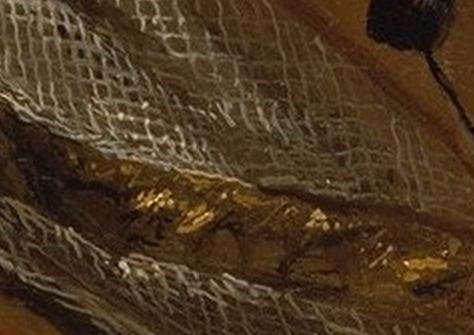
Détail du châle de la gitane, après sa restauration de 1981

Pour celui-ci, après une longue analyse des radiographies et des détails des costumes, ainsi qu'une comparaison stylistique avec d'autres œuvres, La Diseuse de bonne aventure n'est  qu'un faux exécuté dans les années 1920 par l'artiste et restaurateur Émile Delobre (1873-1956). Il refuse par la même occasion l'authenticité des deux Tricheurs à l'as, du Louvre (acquis en 1972 contre une somme record pour une peinture française), et du musée d'art Kimbell de Fort Worth — avant de se rétracter pour ce dernier tableau, convaincu par les arguments avancés lors de sa restauration. Il dénonce notamment la faiblesse de la perspective, la maladresse de l'exécution de certains visages, avance le fait que certains pigments utilisés étaient inconnus au XVIIe siècle, et fait surtout remarquer que le mot « MERDE » se lit dans la résille du col de la deuxième jeune femme à gauche de la toile. Il est rejoint dans ses conclusions, non seulement par Diana de Marly, mais aussi par Brian Sewell, spécialiste du XVIIe siècle et ancien expert en maîtres anciens auprès de la société Christie's — qui compare la main droite du jeune homme à « une demi-livre de saucisses au bout d'une côtelette de porc » —, et par le marchand d'art Sidney Sabin, qui avait déjà identifié un faux Raphaël acquis par le musée des beaux-arts de Boston. La polémique se prolonge par un programme télévisé intitulé Fake?, diffusé par la BBC le 1er juillet 1981, et repris aux États-Unis en 1982 sur la chaîne CBS, ce qui ne manque pas de susciter l'indignation du Metropolitan Museum.
Dès 1981 pourtant, plusieurs arguments en faveur de l'authenticité de la toile lui sont opposés. John Brealey et Pieter Meyers du Metropolitan Museum publient les résultats d'une analyse scientifique du tableau, concluant que celui-ci ne pouvait être, ni un faux moderne, ni même une ancienne toile retravaillée : il décèlent notamment la présence de jaune de plomb-étain dont l'usage a été abandonné après 1750, et qui n'a été redécouvert qu'en 1941. Ils donnent cependant raison à Christopher Wright sur un point : la présence de l'inscription « MERDE », qui ne peut s'expliquer que par une plaisanterie de restaurateur du XXe siècle, tenté par le dessin des mailles du châle de la gitane qui formait déjà — de façon totalement fortuite — l'essentiel du mot, et qu'il s'est contenté de compléter. Cette addition malicieuse est d'ailleurs effacée lors du nettoyage de la toile par John Brealey en novembre 1981. Pierre Rosenberg pour sa part exhume un acte de partage daté du 8 juin 1879 dans lequel il est fait mention du tableau, à une époque où La Tour était totalement oublié, et ne pouvait pas par conséquent attirer les faussaires  — ce à quoi Christopher Wright rétorque, dans The Art of forger, qu'il a pu exister un ancien tableau sur le même sujet, auquel on aurait substitué le faux.

#### Monographies consacrées à Georges de la Tour
- Pierre Rosenberg et Marina Mojana, Georges de La Tour : catalogue complet des peintures, Paris, Bordas, coll. « Fleurons de l'Art », 1992 (ISBN 978-2-04-019598-4)
- Jean-Pierre Cuzin et Pierre Rosenberg (préf. Jacques Thuillier), Georges de La Tour : Paris, Galeries nationales du Grand Palais, 3 octobre 1997-26 janvier 1998, Paris, Réunion des Musées nationaux, 1997, 320 p. (ISBN 2-7118-3592-8), p. 150-153
- Jean-Pierre Cuzin et Dimitri Salmon, Georges de La Tour : Histoire d'une redécouverte, Paris, Gallimard, Réunion des musées nationaux, coll. « Découvertes Gallimard / Arts » (no 329), 1997, 176 p. (ISBN 2-07-030053-6)
- Jacques Thuillier, Georges de La Tour, Paris, Flammarion, coll. « Les Grandes monographies », 2012 (1re éd. 1992), 318 p. (ISBN 978-2-08-128608-5), p. 132-134, et « Catalogue des œuvres » no 31, p. 286-287.
- (en) Dalia Judovitz, Georges de La Tour and the Enigma of the Visible, New York, Fordham University Press, 2018, 158 p. (ISBN 978-0823277445), p. 40, 42-43, 71, pl. 14.

#### Articles et notices
- (en) François Georges Pariset, « A Newly Discovered La Tour : The Fortune Teller », The Metropolitan Museum of Art Bulletin (New Series), New York, The Metropolitan Museum of Art, vol. 19, no 7,‎ mars 1961, p. 198-205 (lire en ligne)
- (en) Pierre Rosenberg et Marc Fumaroli, France in the Golden Age : Seventeenth-Century French Paintings in American Collections (catalogue de l'exposition tenue du 29 janvier au 26 avril 1982 aux Galeries Nationales du Grand Palais à Paris, du 26 mai au 22 août au Metropolitan Museum de New York et du 18 septembre au 28 novembre 1982 à l'Art Institute de Chicago), The Metropolitan Museum of Art, 1982, 398 p. (ISBN 978-0-300-20089-8, lire en ligne), p. 257-258 (Catalogue no 39)

#### Les «affaires»

##### Le scandale français de son acquisition par un musée américain
- « Un chef-d'œuvre de Georges de La Tour entre au musée de New York », Le Monde, Paris,‎ 11 juin 1960 (lire en ligne)
- André Chênebenoît, « Quelques lumières sur La Bonne Aventure », Le Monde, Paris,‎ 10 septembre 1960, p. 9 (lire en ligne)

##### La controverse sur son authenticité
- (en) Diana de Marly, « A Note on the Metropolitan Fortune Teller », The Burlington Magazine, Londres, The Burlington Magazine Publications Ltd, vol. 112, no 807,‎ juin 1970, p. 388-391 (lire en ligne)
- (en) Donald King et Diana de Marly, « Letters : the Metropolitan Fortune Teller », The Burlington Magazine, Londres, The Burlington Magazine Publications Ltd, vol. 112, no 811,‎ octobre 1970, p. 700-703 (lire en ligne)
- (en) Christopher Wright et Diana de Marly, « Fake? : 'The Fortune Teller' in the Metropolitan Museum of Art, New York », Connoisseur, vol. 205, no 823,‎ septembre 1980, p. 22-25
- (en) John M. Brealey et Pieter Meyers, « 'The Fortune Teller' by Georges de La Tour », The Burlington Magazine, vol. 123, no 940,‎ juillet 1981, p. 422-429 (lire en ligne)
- (en) Pierre Rosenberg, « The Fortune Teller by Georges de La Tour », The Burlington Magazine, vol. 123, no 941,‎ août 1981, p. 487-488 (lire en ligne)
- (en) Brian Sewell, « 'The Fortune Teller' by Georges de La Tour », The Burlington Magazine « 123 », no 942,‎ septembre 1981, p. 449-450 (lire en ligne)
- (en) Grace Glueck, « The Furor over the MET's La Tour : News Analysis », The New York Times,‎ 24 mars 1982 (lire en ligne)
- (en) Christopher Wright, The Art of the Forger, Londres, Gordon Fraser, 1984, 160 p. (ISBN 0-86092-080-1)